# Eva Bacon
Eva Bacon (née Eva Goldner à Vienne le 1er octobre 1909 et morte à Kangaroo Point le 23 juillet 1994) était une socialiste et féministe vivant à Brisbane, Australie, qui a été active principalement entre les années 1950 et les années 1980. Élevée en  Autriche et membre de plusieurs organisations politiques de gauche dans sa jeunesse, Eva Goldner s'est échappée de l'Autriche occupée par les Nazis en 1939, pour finalement émigrer en Australie. Goldner continua à s'impliquer dans la politique au niveau local et international, en rejoignant le Parti communiste australien (CPA),  épousant  un collègue Ted Bacon en 1944. Durant sa carrière, Bacon fut un membre actif du CPA et de l'Union des femmes australiennes (Union of Australian Women - UAW), au sein de laquelle elle s'investit lourdement dans des campagnes de l'International Women's Day (Journée Internationale des Femmes), elle participa même à la conférence mondiale sur les femmes de 1975 à Mexico célébrant l'Année Internationale des Femmes. Bacon fut également membre actif du Lobby pour le Vote des Femmes (Women's Electoral Lobby - WEL) et de la Ligue Internationale des Femmes pour la Paix et la Liberté (Women's International League for Peace and Freedom  - WILPF). Elle se passionna pour les sujets touchant à la protection de l'enfance, et durant toute son activité politique affronta vivement Joh Bjelke-Petersen le très conservateur Premier ministre du Queensland.

## Politique

### Parti communiste australien
Bien que Bacon ait insisté sur le fait que ses penchants communistes n'ont pas affecté son travail avec d'autres groupes politiques tels que l'UAW, il est clair que son implication dans le CPA a eu un impact négatif sur son indice de confiance dans d'autres domaines de sa vie. Les personnalités politiques de l'aile droite, telles que Joh Bjelke-Petersen, ont fait des liens entre son engagement dans les deux groupes pour essayer de discréditer l'UAW en tant qu'organisation communiste.
Bacon fut membre du Comité Central du CPA depuis 1948 selon ses dires, et elle et Ted demeurèrent membres du comité toute leur vie.

### Joh Bjelke-Peterson
Sir Joh Bjelke-Petersen fut Premier ministre du Queensland du 8 août 1968 au 1er décembre 1987. Il fut adversaire personnel d'Eva Bacon, critiquant ses activités politiques et son appartenance au Parti communiste.

## Droit des femmes

### Union des femmes australiennes
- Obtenir et maintenir un meilleur statut pour les femmes
- obtenir un meilleur niveau de vie pour tous
- que le gouvernement améliore le bien-être de ses citoyens
- que les infrastructures publiques soient partagées par tous (indépendamment du sexe ou de la race)
- le droit des femmes en matière de travail
- l'accès à la contraception
- l'égalité pour les indigènes Australiens
- l'opposition à la Politique de l'Australie Blanche[2]

## Sélection d'articles publiés dansNos Femmes
- 'Fleurs Bleues' ('Blue Flowers'), 1961, Numéro d'octobre–décembre[3].
- 'Le Cercle Magique' ('The Magic Circle'), 1964, Numéro de juin-septembre[4].
- 'Salade de Fruits Tropicaux' ('Tropical Fruit Salad'), 1965, Numéro de mars-mai[5].
- 'Le Langage des Fleurs' ('The Language of Flowers'), 1965, Numéro de juin-août[6].